# Naturopatia
Ten artykuł opisuje teorie, metody lub czynności niezgodne ze współczesną wiedzą medyczną.
Naturopatia to forma medycyny komplementarnej i holistycznej, opierająca się na założeniu, że ciało, umysł, emocje i dusza tworzą nierozerwalną całość, a celem terapii jest przywrócenie równowagi na wszystkich poziomach życia poprzez usuwanie przyczyn chorób, a nie tylko ich objawów.
Naturopata dokonuje oceny terapeutycznej, wybiera i stosuje techniki przywracania zdrowia, poprawy funkcjonowania organizmu, jakości życia lub wspierania osób z różnymi potrzebami natury fizycznej, emocjonalnej lub duchowej. Propaguje zdrowy styl życia.
Zawód naturopaty w Polsce klasyfikowany jest w grupie zawodów paramedycznych (kod 323009). Osoba wykonująca ten zawód zajmuje się m.in. określaniem kondycji psychofizycznej klientów, analizą dokumentacji medycznej, doborem indywidualnego postępowania terapeutycznego, a także współpracą z zespołami interdyscyplinarnymi.
Naturopaci wykorzystują różne techniki oddziaływania terapeutycznego, w tym: terapię manualną, ćwiczenia oddechowe i rozluźniające, pracę z meridianami i punktami biologicznie aktywnymi, dietoterapię, suplementację oraz elementy edukacji zdrowotnej i psychospołecznej. Mogą również prowadzić terapię zajęciową, warsztaty rozwojowe, sesje z wykorzystaniem dźwięków i wizualizacji, a także posługiwać się takimi metodami jak muzykoterapia, bajkoterapia, hipnoterapia, homeopatia, biorezonans czy magnetoterapia.
Do zadań naturopaty należy również prowadzenie dokumentacji terapeutycznej, edukacja zawodowa innych specjalistów, organizowanie placówek terapii naturalnych oraz uczestnictwo w pracach badawczo-naukowych w zakresie medycyny komplementarnej.

## Kontrowersje
Ideologia i metody naturopatii bazują nie na medycynie opartej na dowodach, lecz na diecie i innych praktykach określanych jako „naturalne” lub „nieinwazyjne”, które często nie znajdują naukowego uzasadnienia i mogą prowadzić do fałszywej diagnozy oraz działań nieskutkujących poprawą stanu zdrowia ani wyleczeniem.
Naturopatia budzi kontrowersje, ponieważ neguje sens stosowania praktyk medycznych zgodnych ze współczesną wiedzą, w tym wykonywania rzetelnych badań diagnostycznych, stosowania leków, szczepionek i operacji chirurgicznych. Zamiast tego, część praktyk opartych na naturopatii koncentruje się na metodach diagnoz i działań pseudomedycznych, co do których brak jest uznanych dowodów, że są skuteczne lub że przynoszą pozytywny rezultat w postaci poprawy stanu zdrowia.
W przypadku szeregu metod wykorzystywanych przez naturoterapię są nieskuteczne, np. diagnoza irydologiczna, refleksologia. W przypadku innych wyniki są niejednoznaczne, np. diatermia, która nie leczy chorób, znajduje zastosowanie w łagodzeniu bólu lub medycynie sportowej, a niektóre elementy terapii określanych jako „naturopatyczne” przynoszą efekty korzystne dla zdrowia człowieka, np. stosowanie diet odchudzających, abstynencja (zmniejsza ryzyko chorób serca) czy masaże (redukują stres).

## Kontekst naukowy
Naturopatia i inne praktyki oparte na holistycznym podejściu do zdrowia (np. joga, medytacja, masaże odnowy biologicznej, większość nurtów psychoterapii) klasyfikowane są jako terapie typu mind–body i nie traktuje się ich jako substytutu medycyny konwencjonalnej. Badania, takie jak Taylor i in. (2010), wykazały, że ich działanie opiera się na mechanizmach top‑down (świadoma uwaga, intencja) oraz bottom‑up (oddech, ruch), które oddziałują na układ nerwowy, hormonalny i immunologiczny, wspierając zdrowie poprzez integrację psychofizjologicznych procesów, ale nie zastępują procedur medycznych opartych na dowodach. 
Takie złożone interwencje (complex interventions), wymagają specjalnych ram badawczych, które uwzględniają ich wielowymiarowy charakter. Zgodnie z najnowszymi wytycznymi Medical Research Council (UK), skuteczna ocena takich terapii wymaga uwzględnienia kontekstu, programowej teorii działania, współpracy z interesariuszami, identyfikacji kluczowych niepewności, dopracowania samej interwencji i analizy ekonomicznej. W praktyce oznacza to, że naturopatia powinna być traktowana jako wspomagająca, wieloskładnikowa interwencja, a nie jako prosta procedura medyczna, i musi być oceniana w sposób adekwatny do swojej złożoności.
W przypadku złożonych interwencji, takich jak naturopatia, izolowanie pojedynczych komponentów w celu oceny skuteczności może prowadzić do błędnych wniosków, ponieważ skutki wynikają z ich wzajemnego oddziaływania w kontekście całościowym. Z tego powodu naturopatia badana naukowo jako procedura medyczna jest wątpliwa w swojej istotności.